# Yelena Volchétskaya
Yelena Volchétskaya (Grodno, Bielorrusia, 4 de diciembre de 1944) es una gimnasta artística soviética, campeona olímpica en el concurso por equipos en Tokio 1964.

## Carrera deportiva
En las Olimpiadas celebradas en Tokio en 1964 consigue el oro en el concurso por equipos, quedando las soviéticas situadas en el podio por delante de las checoslovacas y japonesas, y siendo sus compañeras de equipo: Polina Astájova, Larisa Latýnina, Tamara Manina, Liudmila Grómova y Tamara Zamotaylova.